# ウェブコミック投稿サイト
ウェブコミック投稿サイト（ウェブコミックとうこうサイト）は、ウェブコミックを投稿するためのポータルサイト。

## 概要
サービス内容や機能は各サイトで異なっているが、比較的簡単に利用できることから、アマチュアクリエータを中心に利用され、多くの作品を目にすることができる。サイトによっては、マンガ専門であったり、イラスト・小説・写真投稿サイトの一部としてマンガ投稿機能が実装されていたりするものもある。
日本では、投稿作品は主に中高生から評価されている。
漫画投稿サイトの多くは営利団体（企業）によって運営されており、何らかの形で収益を上げることが求められる。pixivは有料会員制・コンテンツ連動型広告・アフィリエイトなどによって収入を得ている。投稿者に収益の一部を還元するサイトも存在し、マンガボックスインディーズの一部ではアフィリエイト収入の50%を投稿者に支払っている。一方で新人発掘に特化し、単体で収益を上げることを想定していないサイトもある。

## 沿革
日本では2000年代前半まで、ウェブコミックが玉石混交の状態でインターネット上に散在していた。DeNAの川崎渉はこの状態を「広大な砂漠」と評し、一般人には面白い作品を探しにくい環境たったとする。わずかに漫画リンク集やイラスト専用掲示板などが漫画作品を広める役割を果たしていた。
2000年代後半よりウェブコミック投稿サイトが登場し、それまで散在していたウェブコミックを集約する。2006年頃、YouTube・mixi・blogなどウェブサービスのリリースが相次ぐ。その流れに乗ってピクシブもイラスト専門のギャラリー兼SNS「Pixiv」をスタートし、瞬く間に人気を獲得した。2008年には「マンガ★ゲット」がリリースされ、日本最大のウェブコミック投稿サイトに成長する（2011年時点）。「ニコニコ静画」・「エブリスタ」など他のCGMも、クリエーター自身の投稿によって多くのウェブコミックを集約した。
2010年代半ば以降、集約したウェブコミックから優良なものを抜擢する編成が行われる。2014年、ウェブコミック配信アプリは「マンガボックスインディーズ」・「チャレンジ作品」・「少年ジャンプルーキー」などの漫画投稿コーナーを開設した。これらの投稿コーナーは投稿者の登用を視野に入れており、新人漫画化の商業デビューを目指す新たな道とされている。

## 日本の漫画投稿サイト一覧

### 漫画専門投稿サイト
現在、日本国内で稼働している主な漫画専門の投稿サイト。
マンガ図書館Z
株式会社Jコミックテラスが運営。プロ・アマ問わず誰でも気軽に投稿ができる。PC・スマートフォンから閲覧が可能。
漫画ハック
エコーズ株式会社が運営。PC・スマートフォンどちらにも対応しているマンガ専門の投稿サイト。作品の管理・編集やWEB拍手機能といった独自のUIが特徴。
マンガの投稿・閲覧など、サイトの利用はすべて無料でだれでも投稿が可能。
マンガルー
株式会社モバキッズが運営するマンガ投稿サイト。パソコンからの閲覧が可能。
週刊少年ワロス
２ちゃんねるVIP発のweb漫画雑誌。誰でも気軽に投稿できる。コメント欄・掲示板あり。
ジャンプルーキー!
『少年ジャンプ+』（集英社）による漫画投稿サイト。週刊少年ジャンプ編集部が運営している。投稿作品は編集部が一通り読んでおり、一部の作品には編集者が評価した部分に応じて印が付く。
あしたのヤングジャンプ
『となりのヤングジャンプ』（集英社）による漫画投稿サイト。『少年ジャンプルーキー』と同一のアカウントを使って作品を投稿できる。
マンガボックスインディーズ
『マンガボックス』（DeNA）による漫画投稿サイト。
LINEマンガ インディーズ
『LINEマンガ』（NHN PlayArt）の漫画投稿コーナー。
DAYS NEO
講談社と未来創造が共同運営するマンガ投稿サイト。投稿作品は審査後に講談社・一迅社の雑誌に連載する。

### 非専門投稿サイト
現在、日本国内で稼働し、マンガ投稿もできる主なイラスト系サイト。
pixiv
運営はピクシブ。2007年10月にサービスを開始。利用可能デバイスはスマートフォン、パソコン。
ニコニコ漫画
運営はトリスタ。ニコニコ静画の一コーナーであったが、2012年3月にプレミアム会員のマンガ投稿の受付を開始。利用可能デバイスはパソコン。2012年7月には、マンガ投稿が一般会員にも解禁された。この他ニコニコ静画では一般の出版社からの電子書籍も公開している。
エブリスタ
株式会社エブリスタが運営する小説・イラスト・俳句等の総合UGCサイト。2010年6月にサービスを開始。利用可能デバイスはスマートフォン、パソコン、携帯電話。
comico
NHN PlayArtによるウェブコミック配信サイト・アプリ。漫画投稿コーナーがある。投稿作品は「チャレンジ作品」と呼ばれ、一定の条件を満たすと「ベストチャレンジ作品」・公式作品へと昇格できる。
投稿コーナーの作品も掲載作品の一部として積極的に位置付けている。
MAngaNIA -マンガニア-
小説・ネーム・作画等、各人得意なスキルを持ち寄って漫画を作成、共作する漫画投稿サイト。
すべて無料で投稿・閲覧が可能。クラウドファンディングを実施し、支援を募る事も出来る。スマートフォン、パソコンからの閲覧が可能。
新都社（にいとしゃ）
漫画・小説の投稿サイト。2ちゃんねるのニュー速VIP板を発祥としており、2005年2月より個人の有志によって非営利・広告なしで運営されている。スマートフォン、パソコンからの閲覧に対応し、無料で利用できる。サイト内に仮想の雑誌が8種類あり、それぞれに少年漫画、青年漫画、少女漫画など想定される漫画や小説のジャンルが定義されている。
Full%（フルパーセント）
ベンチャー企業 株式会社RelatyLSが運営する、漫画・イラスト作家さんの支援を目的に作られた投稿サイト。
投稿作品は全て無料で閲覧できる。気に入った作家さんに、商用利用可能なマンガ・イラストの制作を依頼することが可能。
他にも、作家さんを育成する目的で講評サービスを行ったり、出版やグッズの制作支援も行っている。

### サービスが終了した投稿サイト
DreamTribe
コミック・4コマ漫画・イラスト・小説 無料閲覧・無料投稿サイト。2008年6月にサービス開始。
開設したのは小学館集英社プロダクションだったが、2015年5月に運営会社が株式会社マン・エイジに変更された。2022年1月末にサービス終了。
マンガク
京都精華大学が運営。マンガ学部の担当教員からのレビューがもらえることがある。パソコンから閲覧可能。
マンガごっちゃ
マイクロマガジン社が運営するマンガ投稿サイト。パソコンから投稿し、1週間ほどの審査期間を経て、一般公開される。投稿も、閲覧も無料。閲覧はパソコン、スマートフォン。2020年3月末でサービス終了。
ザップレ
株式会社ディーが運営する漫画・小説などを対象とした創作投稿サイト。2013年1月より運営を開始しており、一般からの投稿を募集している。利用可能デバイスはスマートデバイス、パソコン。
マガジンデビュー
講談社が運営。「作者と編集者の距離が一番近いサイト」を掲げている。投稿したすべての作品に週刊少年マガジン編集者からのコメントが付き、編集者から担当希望のオファーが来る場合もある。読者が「期待」の投票をして応援もできる。Web持ち込みを開始したことと入れ替わる形で、2023年2月末にサービス終了。

## 漫画賞
日本の一部投稿サイトでは投稿作品を対象に漫画賞を主催している。以下では投稿サイトが継続的に開催し、賞金が出される主な賞について記述する。
マンガ・オブ・ザ・イヤー
「マンガ★ゲット」が行っていた漫画賞。2008年より始まった。当初は「国際マンガ賞」という名称だった。過去には賞金を出していたが、2013年度以降は開催していない。
マンガボックスリーグ
「マンガボックスインディーズ」が主催するリーグ戦。読者からの評価が1～3位の作品には賞金が支払われる。
月間ルーキー賞
「少年ジャンプルーキー」による漫画賞。毎月開催される。読者投票によって10作品が最終候補となり、その中から運営が受賞作品が決める。受賞者には賞金100万～10万円が支払われ、『週刊少年ジャンプ』（集英社）などへの掲載権が与えられる。
LINEマンガインディーズグランプリ
「LINEマンガ」による漫画賞。投稿作品からLINEマンガ編集部がノミネート作品を選出し、ユーザー投票を経て受賞作品を決定する仕組み。グランプリ受賞者には賞金100万円と「LINEマンガ」での掲載権が与えられる。

### その他
- 「pixiv」・「エブリスタ」は漫画雑誌などと共同で様々な漫画賞を開催している。
- 「ジャンプルーキー!」は連載争奪ランキングという企画が行われている。毎月、ランキングに参加した作品のページビューが1位の作品は、『少年ジャンプ+』に「インディーズ」として連載する権利が得られる。参加資格にプロアマの制限はなく、『少年ジャンプ+』への連載や単行本発刊の経験を含むプロ作家がランキングに勝負をかけて1位となり連載に至っている例もある。原則として通常連載とは区別され、単行本は発売されないルールだったが、正式な連載に昇格した作品（『ラーメン赤猫』『幼稚園WARS』）、インディーズ連載のまま単行本が発刊されている作品（『ゴダイゴダイゴ』）もある。

## 漫画投稿コーナー
ウェブコミック投稿サイトの中には、「漫画投稿コーナー」としてウェブコミック配信サイトに付属しているもある。投稿作家の登用を目的としていることが多い。
上記のサイトのうち、以下がウェブコミック配信サイトの漫画投稿コーナーに該当する。
| 運営        | 本体                   | 漫画投稿コーナー           |
| ----------- | ---------------------- | -------------------------- |
| NHN PlayArt | comico                 | チャレンジ作品             |
| NHN PlayArt | LINEマンガ             | LINEマンガインディーズ     |
| DeNA        | マンガボックス         | マンガボックスインディーズ |
| 集英社      | 少年ジャンプ+          | 少年ジャンプルーキー       |
| 集英社      | となりのヤングジャンプ | あしたのヤングジャンプ     |